# 왕웨이중 (정치인)
왕웨이중(중국어: 王伟中, 병음: Wáng wěizhōng, 1962년 3월 ~ )는 중화인민공화국의 제10대 광둥성성장이다.
| 전임 마싱루이 | 제10대 광둥성 성장 2022년 1월 22일 ~ 현직 |  |

| 전임 쉬친 | 선전시 위원회 서기 2017년 4월 ~ 2022년 4월 | 후임 멍판리 |

| 전임 우정롱 | 제11대 타이위안시 위원회 서기 2016년 10월 11일 ~ 2017년 4월 9일 | 후임 뤄칭위 |